# Machimosaurus
Machimosaurus byl rod krokodylomorfních plazů, který žil ve svrchní juře a spodní křídě asi před 154 až 130 miliony let. 

## Objevy
Nálezy fosilií tohoto dravého krokodýlovitého plaza pocházejí ze západní Evropy a severní Afriky, živočicha popsal v roce 1837 německý paleontolog Hermann von Meyer a pojmenoval ho podle řeckých slov μα´χιμoι (bojeschopný) a σαυρoς (ještěr). Nejstarší fosilie tohoto nebo blízce příbuzných druhů jsou známé již ze střední jury (zhruba před 165 miliony let) z území dnešního Švýcarska.

## Popis
Byl vrcholovým predátorem mělkých druhohorních moří, živil se rybami, měkkýši nebo želvami, jejichž krunýř dokázal rozdrtit silnými čelistmi s kuželovitými zuby. Jeho kořistí se mohli stát i pozemní sauropodi, pokud se přiblížili k břehu. V roce 2016 byly v Tunisku nalezeny pozůstatky druhu nazvaného Machimosaurus rex, který dosahoval délky téměř deseti metrů (z toho půldruhého metru připadalo na lebku) a byl tak největším známým teleosauridem. Novější odhady udávají dospělému exempláři tohoto druhu délku kolem 7,18 metru.

## Druhy
- Machimosaurus hugii von Meyer, 1837 (typový druh)[5]
- Machimosaurus buffetauti Young et al., 2014
- Machimosaurus mosae Sauvage & Liénard, 1879
- Machimosaurus nowackianus (von Huene, 1938)
- Machimosaurus rex Fanti et al., 2016